# Mathews Kunnepurayidom Francis
Mathews Kunnepurayidom Francis OCD (* 8. Dezember 1944 in Narianganam, Kerala, Indien) ist ein indischer Ordenspriester. Er war bis 2020 Generalvikar im Apostolischen Vikariat Nördliches Arabien.

## Leben
Francis trat der Ordensgemeinschaft der Unbeschuhten Karmeliten bei, legte am 24. April 1965 seine Profess ab und empfing am 21. Dezember 1972 die Priesterweihe. 1975 schloss er seinen Master in Theologie ab. Von 1977 bis 1981 arbeitete er in der Punjab-Mission und als Sekretär des Bischofs von Jalandhar. Danach diente er von 1981 bis 1984 im Bistum Vijayapuram als Vikar der Christ-König-Kirche in Muvattupuzha. Ab 1987 war er drei Jahre lang Rektor des Carmelaram Theology Seminary in Bangalore und weitere drei Jahre Rektor des Carmel Hill Philosophical Seminary in Trivandrum. Von 1993 bis 1996 war er Superior des Klosters St. Teresa in Ernakulam, danach bis 2001 Superior im San Joe Ashram in Potta, Chalakudy und schließlich Superior der Karmelitermission in Kuwait. Er diente bis 2005 als Pfarrer in der Pfarrei Our Lady of Arabia in Al Ahmadi. Nach einem kurzen Aufenthalt in Indien und Belgien kehrte er 2008 nach Kuwait zurück und wurde 2009 Generalvikar des Apostolischen Vikariats von Kuwait. Dort war er als Koordinator für die Gläubigen der syro-malabarischen Kirche zuständig.